# Userfarm
Userfarm è una comunità online internazionale composta da 12.000 creativi, tra videomaker e copywriter, che consente la produzione e la condivisione di video in modalità curated crowdsourcing.
L'azienda nata intorno al 2007, è stata la prima piattaforma internazionale di questo settore, e nel 2015 ha sedi a Londra, Roma e Parigi.
Tutti i video sono prodotti dagli utenti su richiesta di specifiche aziende o editori per diversi scopi: social video content, spot tv e programmi televisivi.
Userfarm nasce nel 2009 in Italia ed è una Filmmaster Production Company, parte del gruppo IEN.

## Storia
Bruno Pellegrini si dedicò a una serie di esperimenti imprenditoriali nell'applicare il crowdsourcing al processo di creazione di contenuti,
dando vita nel 2007 alla sua prima impresa avente tale impronta, chiamata TheBlogTV.
Due anni dopo, da quell'impresa nacque ufficialmente Userfarm.